# Стационе ди Алерона (Терни)
Стационе ди Алерона је насеље у Италији у округу Терни, региону Умбрија.
Према процени из 2011. у насељу је живело 1107 становника. Насеље се налази на надморској висини од 189 м.